# Albert Sala (coreògraf)
Albert Sala (segle XX) és un coreògraf i ballarí català.
Albert Sala ha exercit la seva tasca professional com a coreògraf i ballarí d'àmbit europeu, treballant en programes nacionals i internacionals, per a la Televisió espanyola, francesa, anglesa i neerlandesa. Ha ballat i coreografiat en programes com Factor X, Dancing with the Stars, So you Think you can dance i Tu cara me suena, entre d'altres. Com a coreògraf, també ha participat en produccions cinematogràfiques nord-americanes, en anuncis de marques internacionals de moda i esport i en canals de televisió com ara Disney Channel o productores com la Warner Brothers. A Barcelona, ha liderat La Caja Negra, un nou estudi on es compaginen produccions de videodansa i formacions de ballarins i ballarines professionals. També ha participat en espectacles com "Rock Circus" i ha format part de l'equip de jutges del Concurs de Dansa Élancé "Vila de Blanes".
En l'àmbit català, ha exercit de coach del programa de televisió Eufòria i com a jurat d'Eufòria Dance. Amb 17 anys va marxar a Los Angeles cercant un futur professional que no veia a Catalunya. Quan va tornar de Los Angeles s'en va anar a Londres, la que considerava la ciutat d'Europa amb més ambició. Més endavant, va tornar a Catalunya, i va ser en aquest moment que va rebre la trucada de TV3 per fitxar per Eufòria. Conegut per ser el coach de coreografia d'Eufòria, també ha estat darrere dels espectacles del programa. A la tercera temporada d'Eufòria, juntament a Carol Rovira i Alfred García forma part del jurat del programa.